# Myriangiales
Myriangiales es un orden de hongos  ascomicetos, consistente principalmente en patógenos de las plantas.